# Vilém Blodek
Vilém Blodek, AFI /bílemblóðek/ nascut Vilém František Plodek (Praga, 3 d'octubre de 1834, Praga, 1 de maig de 1874), fou un compositor txec del període del romanticisme musical txec, flautista, pianista, director de cor i professor.

## Biografia
De família humil, fou educat en una escola pia alemanya de Praga. Després d'estudiar composició amb Jan Bedřich Kittl, flauta amb Antonín Eiser i piano amb Alexander Dreyschock al Conservatori de Praga (1846–52) va treballar dos anys a Lubycza Królewska, Galítsia, com a professor particular de música. El 1855 va tornar a Praga, on va treballar com a director d'orquestra, pianista i professor de piano. El 1860 es va convertir en professor de flauta al Conservatori de Praga. Va treballar com a compositor pràcticament des de la seva infància.
Es va casar amb el 1865 amb la noble Marie Daudlebská de Sternberk (*1841), que era filla de l'advocat de Praga Jakub Daudlebský de Sternecko i Marie (de soltera Kalinová) de Jäthenstein.
Van tenir un fill, Vilém (* 1866) i dues filles. Blodek va passar els darrers quatre anys de la seva vida a l'Institut de malalts mentals de Kateřinkym a Praga, on també va morir prematurament als 39 anys. Està enterrat al cementiri d'Olšany (part 4, secció 13, tomba núm. 33).

## Estil
Blodek va començar a compondre al conservatori a l'edat de 13 anys (sextet de cordes, 1847) em un estil que devia molt al seu professor Kittl i als primers romàntics alemanys (Weber, Mendelssohn i Schumann.)
L'obra més coneguda de Blodek és la seva òpera en un acte V studni (Al pou), representada primer al Teatre Provisional al novembre de 1867. És un dels diversos llibrets d'òpera de poble escrits per Sabina, compta amb un repartiment de quatre personatges i està format per un grapat de números tancats: cinc solos, dos duets, un quartet, una obertura i un intermezzo i tres breus conjunts per a cor i solistes. Fou la primera òpera còmica txeca que substituïa el diàleg parlat per un recitatiu. L'òpera de Blodek és sovint considerada com una de les òperes més txeques després de les de Smetana (va ser escrita poc després de l'estrena de La núvia venuda). La següent òpera de Blodek,  Zítek , de nou amb un llibret de Sabina (una comèdia històrica desenvolupada en el segle XIV), era una obra més ambiciosa tant en el seu vocabulari musical com en la seva forma operística. Era una òpera completa en tres actes, que feia un intent de trencar les divisions entre els números tancats de la seva predecessora, fent servir arioso i cors més integrats en l'acció. Blodek va completar només un acte i part del segon abans de la seva mort; la vídua de Blodek va demanar a Smetana, ja malalt, que l'acabés, però aquest va declinar l'oferiment, fent referència al seu estat de salut i afirmant ue "l'obra en si no guanyaria res fragmentada originalment en dos talents diferents". Finalment, l'obra va ser completada per František Xaver Váňa i va ser representada per primera vegada el 1934, en el centenari del naixement de Blodek.

## Selecció d'obres

### Òperes
- 1867 Òpera V studni (llibret Karel Sabina)
- 1869 Òpera inacabada Zítek (llibret Karel Sabina), estrenada el 1934 al Teatre Nacional[8]

La història de Zítek es basa en l'empresonament, històricament documentat, del rei txec Venceslau IV a mans dels nobles bohemis. En aquesta obra musical-dramàtica, Blodek va abandonar la tradició de l'òpera numerada, i les actuacions individuals se succeeixen immediatament amb l'objectiu de no interrompre el flux musical. En aquesta òpera, la simetria de les parts individuals, que normalment era ABA o AB, desapareix.
- Suita perdita: Hudba k slavnosti Shakespeareově ("Música per a les celebracions de Shakespeare") (Praga, teatre Novoměstské, 23 d'abril de 1864)

### Cançons
- Die Kapelle (La capella), cançons per a veu i piano (1951); text de Ludwig Uhland
- Písně milostné  (Cançons d'amor) per a veu i piano (c.1860, Praga, 1909)

1. Hoře (Wehmut); lletra de Joseph von Eichendorff
2. Předsevzetí (Vorsatz); lletra de Robert Prutz
3. Květy lotosu (Die Lotosblume); lletra de Heinrich Heine
4. Jen Ty! (Nur Du); lletra de Ludwig Uhland
5. Kdybych byl ptáčetem (Wann i a Vögerl wär); lletra de J. Körnlein
6. Sladce spi! (Gute Nacht); lletra de Robert Reinick
7. Návrat pocestného (Wanderers Heimkehr); anònim
8. Znám jednu perlu krásnou (Ich kenne eine Perle); lletra d'Eduard Maria Öttinger
9. Ty v dálce dlíš (Du bist fern); lletra de Emanuel Geibel
10. Ptáčku můj poslíčku (Vöglein mein Bote); lletra de Johann Gabriel Seidl
11. Loučení (Abschied vom Walde); lletra de Joseph von Eichendorff
12. Krádež (Diebstahl); lletra de Robert Reinick
13. Nocturno (Nachtgedanken); anònim

- Dve písně veu snadném slohu  (Dues cançons en estil fàcil)

Les versions impreses de Liebeslieder/Písní milostných van ser publicades el 1909 gràcies a l'editor Mojmír Urbánek. Van aparèixer més de 30 anys després de la mort del compositor. El cicle es va publicar en dues versions diferents en alemany i txec. L'autor de la traducció txeca four Karel Hašler. Tot el cicle abunda en el folklore de la melodia connectat amb un senzill acompanyament de piano.

### Altres
- 1847 Sextet de vent
- 1862 Concert en re major per a flauta i orquestra
- 1866 Simfonia en re major